# Digitale (informatica)

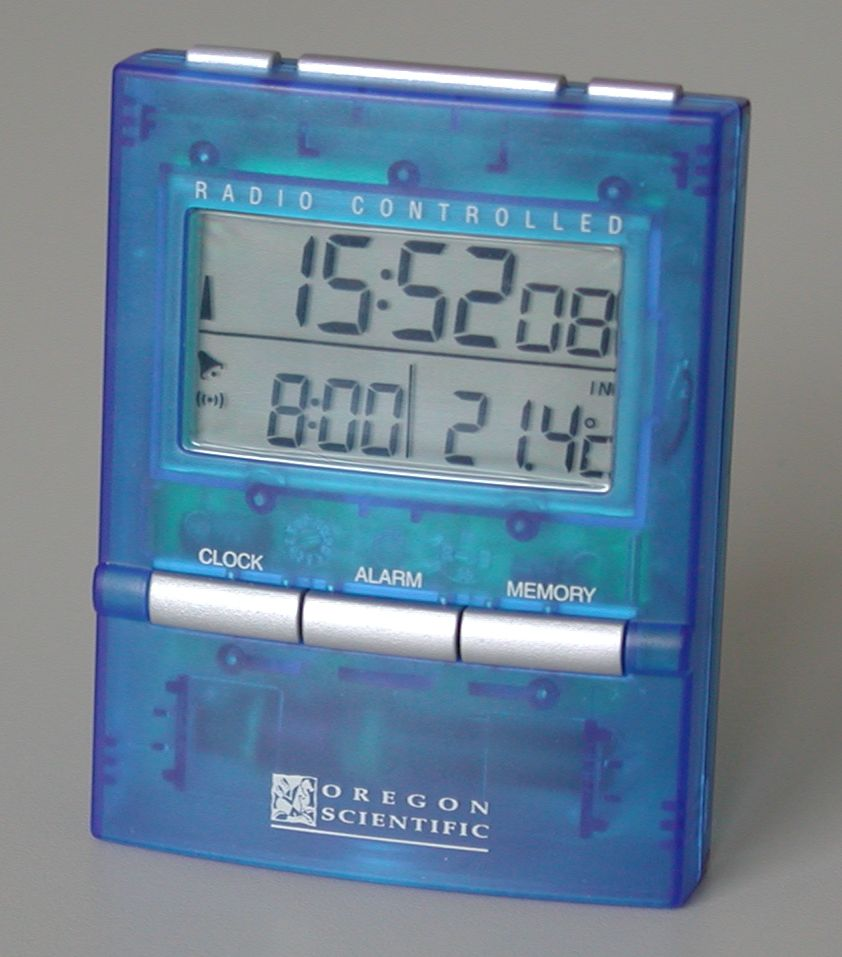
Orologio digitale

Con digitale o numerico, in informatica ed elettronica, ci si riferisce a tutto ciò che viene rappresentato con numeri discreti, o che opera manipolando tali numeri, contrapposto all'analogico, che opera invece su grandezze continue.

## Aspetti generali
Il termine deriva dall'inglese digit, che significa cifra (dal latino digitus, che significa "dito": con le dita infatti si contano i numeri).
Un determinato insieme di informazioni viene rappresentato in forma digitale come sequenza di numeri presi da un insieme di valori discreti, ovvero appartenenti a uno stesso insieme ben definito e circoscritto; in molte applicazioni tecnologiche, tali numeri vengono poi convertiti nella base 2 e appaiono formati dalle sole cifre 0 e 1 (le uniche nel sistema numerico binario). La rappresentazione "digitale" (sinonimo di "numerica") si contrappone così alla forma di rappresentazione dell'informazione detta "analogica", che non è analizzabile entro un insieme finito di elementi.
Anche se i segnali digitali sono generalmente associati ai sistemi digitali elettronici binari utilizzati nell'elettronica e nell'informatica moderna, un'interpretazione estesa del concetto considera come sistemi digitali codici antichi che non si presentano in forma binaria o elettronica. Secondo questa lettura, il codice genetico del DNA è una forma naturale di archiviazione digitale dei dati, così come il testo scritto (a causa della serie limitata di caratteri e dell'uso di simboli discreti - l'alfabeto, nella maggior parte dei casi) ne è una forma artificiale antica.

## Conversione analogico-digitale
Ciò che è digitale è contrapposto a ciò che invece è analogico, cioè non numerabile, non analizzabile all'interno di un insieme discreto di elementi. Digitale è riferito dunque alla matematica del discreto che lavora con un insieme finito di elementi, mentre ciò che è analogico viene modellizzato con la matematica del continuo che tratta un'infinità (numerabile o non numerabile) di elementi.
È possibile convertire un segnale analogico in uno equivalente digitale, costituito da una serie di numeri; questo processo è chiamato conversione analogico-digitale. A seconda degli scopi a cui è destinata la conversione, questa può essere effettuata in modo grossolano e approssimativo oppure in modo molto accurato e preciso. In ogni caso, il segnale digitalizzato perde sempre qualcosa rispetto all'originale analogico, quindi non sarà mai identico.
Un tipico esempio è la conversione di un'onda sinusoidale (più o meno regolare): se il circuito di conversione usa un numero di bit insufficienti, sarà visibile geometricamente una differenza fra il segnale analogico, una curva, e il segnale digitalizzato, un insieme di spezzate (tratti costanti ai valori dell'insieme discreto, 0 e 1).
L'uso attuale più comune del digitale è nel campo audio, in cui un segnale analogico può venire approssimato sufficientemente bene. In alcune applicazioni la qualità del segnale digitale riprodotto risulta indistinguibile dall'originale analogico. Tale conversione è frequente quanto la discretizzazione di variabili continue in matematica o statistica (aspetto più generale di un problema soprattutto pratico).
Per esempio, un orologio con le lancette è analogico, perché la posizione di ognuna delle sue 3 lancette (ore, minuti e secondi) può indicare uno qualsiasi degli infiniti punti che formano la circonferenza del quadrante dell'orologio stesso, punti che quindi non sono numerabili. Al contrario in un orologio digitale le cifre che compongono l'ora, i minuti e i secondi indicano solo gli 86.400 possibili momenti in cui può essere suddiviso, in secondi, un giorno (24 ore x 60 minuti x 60 secondi).
Un oggetto viene digitalizzato, cioè reso digitale, se il suo stato originario (analogico) viene "tradotto" e rappresentato mediante un insieme numerabile di elementi. Per esempio una foto, normalmente formata da un infinito numero di punti ognuno dei quali formato da un'infinita gamma di colori, viene digitalizzata, e quindi tradotta in foto digitale, allorché la sua superficie la si rappresenti divisa in un numero discreto di "punti" (in genere piccoli quadrati o rettangoli detti pixel) ognuno dei quali formato di un colore tra i 16 777 216 possibili (se codificati in RGB, e cioè in una combinazione di 256 sfumature di rosso, 256 di verde e 256 di blu), ovvero 8 bit per colore.
Molte tecnologie ricorrono al digitale per ottenere la riproduzione di un'onda (sonora o luminosa) che è analogica; il modem converte un segnale analogico inviabile attraverso i doppini telefonici in un segnale richiesto dal pc o altro dispositivo elettronico che funziona tramite bit (0/1) e richiede un segnale digitale. I moderni televisori LCD funzionano principalmente con segnali digitali, mentre i televisori della precedente generazione CRT avevano un funzionamento basato primariamente su segnali analogici.